# Maira lauta
Maira lauta là một loài ruồi trong họ Asilidae. Maira lauta được Wulp miêu tả năm 1885. Loài này phân bố ở miền Australasia.